# Trifolium ciliolatum
Trifolium ciliolatum es una especie de trébol. Es nativo a América del Norte occidental de Washington a Baja California.
Es una planta común de muchas regiones, incluido el hábitat perturbado.
Es una hierba anual que crece en forma erguida en forma, sin vellosidades. Las hojas están formadas por foliolos ovalados y tienen estípulas con punta de cerda. La inflorescencia es un grupo de flores de 1 o 2 centímetros de ancho, las flores a menudo se extienden o caen. La flor tiene un cáliz de sépalos en forma de cerdas con pelos y una corola rosada o purpurina.

## Usos
Las semillas y la vegetación de esta planta fueron un alimento común de muchos grupos locales de nativos americanos.